# 영인로
영인로(Yeongin-ro)는 충청남도 아산시 영인면 아산교차로에서 충청남도 아산시 영인면 백석포사거리를 잇는 도로이다.

## 주요 경유지
충청남도
- 아산시 (음봉면)

## 노선
| 이름            | 접속 노선                         | 소재지 | 소재지 | 비고 |
| --------------- | --------------------------------- | ------ | ------ | ---- |
| 아산 교차로     | 국도 제39호선 (아산로)            | 아산시 | 영인면 |      |
| 아산온천 교차로 | 아산온천로                        | 아산시 | 영인면 |      |
| 아산토정 교차로 | 영인산로                          | 아산시 | 영인면 |      |
| 신운 교차로     | 국도 제39호선 (아산로)            | 아산시 | 영인면 |      |
| 백석포교        |                                   | 아산시 | 영인면 |      |
| 백석포사거리    | 국도 제34호선 (장영실로) 백석포길 | 아산시 | 영인면 |      |

## 주요 건물 및 시설
- 농협 영인농협 하나로마트 (영인로 55/아산리 148-1)
- 농협 영인농협본점 (영인로 55/아산리 148-2)
- 영인면 행정복지센터 (영인로 78/아산리 445-1)
- 영인면 보건지소 (영인로 78/아산리 444-7)
- 영인우체국 (영인로 80/아산리 218-1)
- 이마트24 아산영인센트리럴점 (영인로 80/아산리 444-10)
- 한국농어촌공사 아산지사 북부지소 (영인로 139/아산리 333-1)
- GS칼텍스 영인주유소 (영인로 162/아산리 275-1)
- 이마트24 아산영인로드점 (영인로 191/아산리 322-14)